# Gipf-Oberfrick
Gipf-Oberfrick – gmina w Szwajcarii, w kantonie Argowia, w okręgu Laufenburg. Leży w regionie Fricktal. Liczy 3 512 mieszkańców (31 grudnia 2016), druga co do wielkości gmina w okręgu.